# Anne Cools
Anne Clare Cools  (Barbados, 12 augustus 1943) is een Canadees politica. Ze is de eerste zwarte persoon die in het Canadese parlement zetelde.
In de jaren 1960 raakte ze betrokken bij radicale politieke bewegingen in haar universiteit. In 1969 nam ze deel aan een tiendaagse sit-in als protest tegen racisme in het onderwijs. De actie eindigde met een schade van 2 miljoen dollar aan computertoestellen. Ze werd voor haar deelname aan de actie bestraft met vier maanden gevangenisstraf, alhoewel ze zelf geen schade berokkend had.
Vijf jaar later verhuisde ze naar Toronto, waar ze een van de eerste vluchthuizen oprichtte voor mishandelde vrouwen.
Tweemaal probeerde ze voor het Canadian House of Commons verkozen te worden als kandidate voor de Liberale Partij van Canada.
In 1984 werd ze tot de senaat aangewezen door minister-president Pierre Trudeau. In de jaren 1990 werd ze meer uitgesproken conservatief, vooral in zaken als vaderrechten, echtscheiding en familiewaarden. Haar tegenstanders noemden haar anti-feminist en homofoob.
- Virtual International Authority File: 106212672
- WorldCat: E39PBJqFRdytHyVxVqfhqWrQbd